# Aphonopelma phanum
Aphonopelma phanum är en spindelart som beskrevs av Chamberlin 1940. Aphonopelma phanum ingår i släktet Aphonopelma och familjen fågelspindlar. Inga underarter finns listade i Catalogue of Life.